# Antilhas Neerlandesas nos Jogos Pan-Americanos de 2007
As Antilhas Neerlandesas competiram nos Jogos Pan-Americanos de 2007 no Rio de Janeiro, no Brasil. O pequeno território contou com uma delegação de 45 atletas, sendo a maioria do hóquei sobre a grama que esteve no Rio com as equipes masculina e feminina.
Apesar de os Países Baixos terem decidido em 2010 dissolver o território nos estados autônomos de Curaçao e Sint Maarten, o Comitê Olímpico das Antilhas Neerlandesas não será dissolvido, passando a representar a região onde ficam os dois territórios e as ilhas de Saba, Bonaire e Sint Eustatius.

## Atletas por esporte
- Atletismo (5)
- Caratê (1)
- Hóquei sobre grama (32)
- Natação (3)
- Taekwondo (1)
- Tênis (1)
- Tiro esportivo (2)

## Medalhas

### Ouro
Atletismo - 100 metros masculino
- Churandy Martina

### Bronze
Hóquei sobre grama - Equipe feminino

## Desempenho

### Atletismo
100 metros masculino
- Churandy Martina - Série 1: 10s15, Semifinal 1: 10s06 (=RP), Final: 10s15 →  Ouro

4x100 metros masculino
- Equipe (P. Kwidama, C. Rafaela, Brian Mariano, Churandy Martina) - Semifinal 1: 39s41, Final: 39s83 → 6º lugar

### Hóquei sobre grama
Feminino
- Fase de grupos
  - Derrota para os USA Estados Unidos, 1-4
  - Vitória sobre o CAN Canadá, 1-0
  - Empate com CUB Cuba, 0-0

- Semifinal
  - Derrota para a ARG Argentina, 0-3

- Disputa pelo 3º lugar
  - Vitória sobre o CHI Chile, 2-1 →  Bronze

Masculino
- Fase de grupos
  - Derrota para o CAN Canadá, 0-2
  - Derrota para o CHI Chile, 1-2
  - Vitória sobre os USA Estados Unidos, 2-1

- Classificação 5º-8º lugar
  - Vitória sobre o BRA Brasil, 8-0

- Disputa pelo 5º lugar
  - Derrota para CUB Cuba, 1-3 → 6º lugar